# Rupert Julian

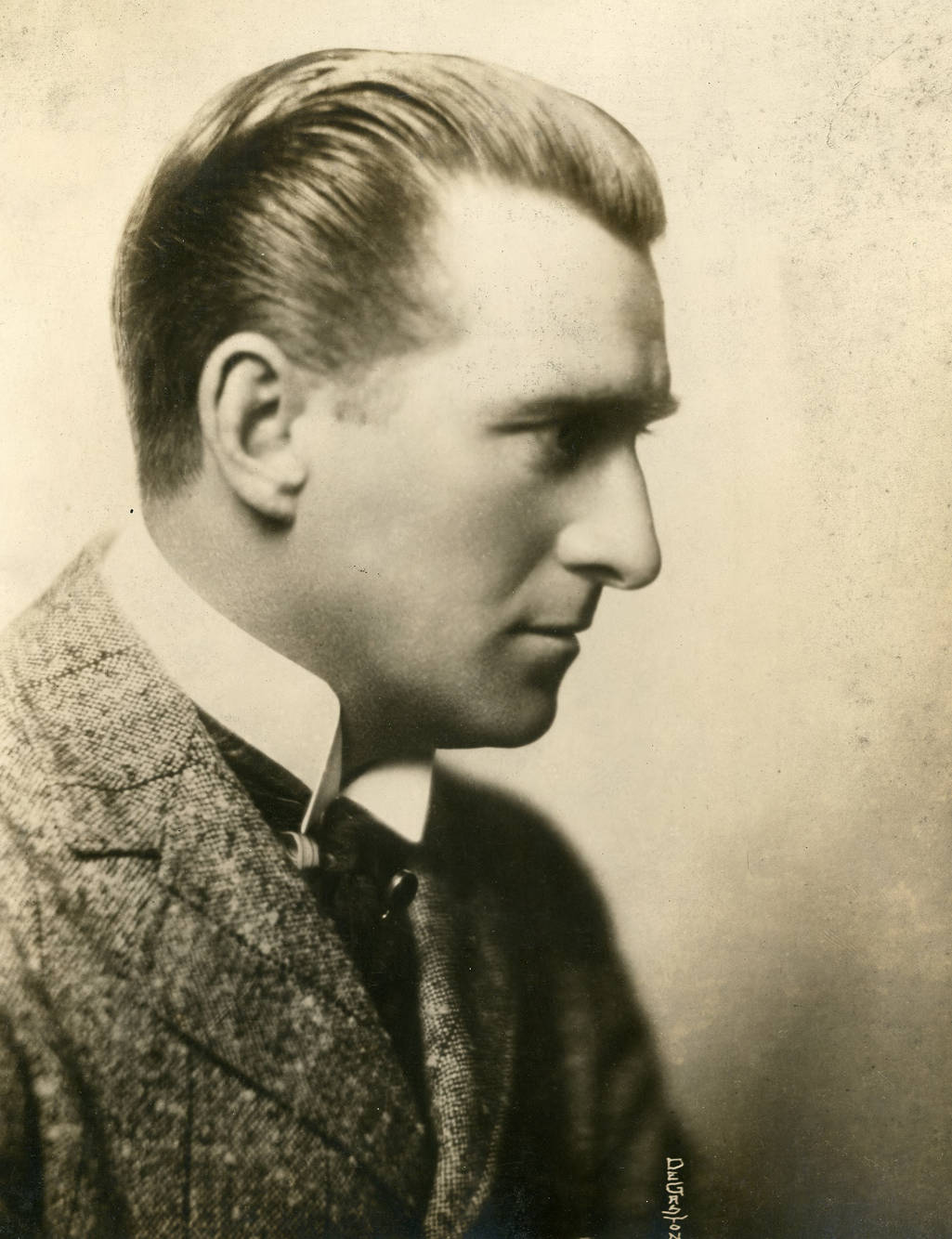
Rupert Julian (1923)

Rupert Julian (* 25. Januar 1879 in Whangaroa, Neuseeland; † 27. Dezember 1943 in Hollywood; eigentlich: Thomas Percival Hayes) war ein US-amerikanischer Filmregisseur, Schauspieler, Drehbuchautor und Produzent neuseeländischer Herkunft.

## Leben
Der bereits erfahrene Bühnendarsteller verließ 1913 seine neuseeländische Heimat und wanderte in die USA aus, wo er sofort Rollen in zahlreichen kleineren Filmen erhielt. 1914 spielte er die Rolle des „Antonio“ in Lois Webers Verfilmung von William Shakespeares Der Kaufmann von Venedig, dem ersten Langspielfilm der Filmgeschichte, der von einer Frau inszeniert wurde. Ebenfalls ab 1914 drehte Rupert Julian selbst seine ersten Filme als Regisseur.
Seinen bis dahin größten Erfolg hatte er 1918 als Regisseur, Produzent, Autor und Darsteller des propagandistischen Streifens The Kaiser, the Beast of Berlin, in dem Rupert Julian in der Titelrolle des deutschen Kaisers Wilhelm II. das Bild des letzten deutschen Monarchen in den Augen der amerikanischen Öffentlichkeit dauerhaft prägte. Es sind heute keine Kopien dieses finanziell enorm erfolgreichen Filmes mehr bekannt; er steht auf der Liste der zehn meistgesuchten Filme des American Film Institute.
1923 übernahm Rupert Julian während der laufenden Dreharbeiten die Regie des Filmes Merry-Go-Round, nachdem Erich von Stroheim von Studiochef Irving Thalberg entlassen worden war. 1925 drehte Julian seinen heute bekanntesten Film: Das Phantom der Oper. Er überwarf sich jedoch während der Dreharbeiten mit Hauptdarsteller Lon Chaney und vollendete den Film, von dem später mehrere Schnittfassungen angefertigt wurden, nicht selbst.
Danach konnte Rupert Julian nicht mehr an seine früheren Erfolge anknüpfen. 1926 gab er in dem von ihm selbst inszenierten Spionagefilm Three Faces East noch einmal den „Kaiser Wilhelm“. Im gleichen Jahr hatte er mit dem Drama Silence vor allem bei der Kritik Erfolg. Er beendete seine Karriere 1930 mit seinen beiden ersten Tonfilmen: Der Romanze Love Comes Along und dem Horrorfilm The Cat Creeps. Danach zog er sich aus gesundheitlichen Gründen vom Filmgeschäft zurück. Er starb am 27. Dezember 1943 an den Folgen eines Schlaganfalles.

## Filmografie (Auswahl)
(Regisseur, Darsteller, Autor, Produzent)
- 1913: His Sister (D)
- 1914: The Midnight Visitor (R)
- 1914: The Hole in the Garden Wall (A, R)
- 1914: Der Kaufmann von Venedig (The Merchant of Venice) (D)
- 1915: Gilded Youth (A, R, P)
- 1918: The Kaiser, the Beast of Berlin (A, R, P, D)
- 1923: Rummelplatz des Lebens (Merry-Go-Round) (R)
- 1924: Vertauschte Frauen (Changing Husbands) (R)
- 1925: Das Phantom der Oper (The Phantom of the Opera) (R)
- 1926: Three Faces East (R, D)
- 1926: Silence (R)
- 1927: Rivalen des Ozeans (The Yankee Clipper) (R)
- 1930: Love Comes Along (R)
- 1930: The Cat Creeps (R)